# 秘密 (瑪丹娜歌曲)
《秘密》（Secret）是美國女歌手瑪丹娜於1994年9月份發行的歌曲，為她第六張錄音室專輯《枕邊故事》（Bedtime Stories）當中的首支主打單曲。〈秘密〉在美國告示牌單曲榜獲得第3名。

## 資料

### 歌曲簡介
〈秘密〉是專輯《枕邊故事》（Bedtime Stories）的首支主打單曲，瑪丹娜表示上一張專輯《情慾》（Erotica）是描寫她的黑暗面，這次的專輯則是描寫她光明的一面，和前一張驚世駭俗的專輯相比，《枕邊故事》顯然含蓄和浪漫了許多，瑪丹娜這次的專輯主要以節奏藍調風格為主軸。〈秘密〉即是一首瀰漫著濃郁節奏藍調曲風的抒情歌，從一把空心吉他伴奏開頭，再轉進中板的電子節拍，瑪丹娜以內斂的情緒輕吟演繹，有別於她往日的演唱風格。而在〈秘密〉的音樂影片中，瑪丹娜扮演位於紐約哈林區的夜總會歌手，其中還有一幕是她接受一個受洗儀式，象徵她的浴火重生。瑪丹娜希望以此能跳脫大家對她上一張專輯太情色的負面印象。

### 商業成績
〈秘密〉在1994年10月8日進入告示牌單曲榜，首週成績即佔上第30名，第二週更大躍進至第9名，1994年11月5日來到它的最高名次第3名，名次在下一週開始往下掉，它成為瑪丹娜第三首獲得季軍的單曲。〈秘密〉雖未能如願拿下冠軍，但這首單曲在Top 10停留了11週，成為繼〈我會記著〉之後，瑪丹娜第2首在Top 10停留超過10週的單曲，它在單曲榜內一共待了22週，單曲銷售量也突破50萬張成為金單曲。
〈秘密〉在英國單曲榜亦獲得不錯的成績，1994年10月8日獲得第5名，締造瑪丹娜在英國單曲榜連續第35首TOP 10單曲的紀錄。

### 單曲收錄
〈秘密〉最早收錄於瑪丹娜1994年專輯《枕邊故事》（Bedtime Stories）當中，之後亦收錄在她2001年的《就是娜精選輯》（GHV2）及2009年的《娜經典》（Celebration）精選輯。